# Rehaupal
Rehaupal – miejscowość i gmina we Francji, w regionie Grand Est, w departamencie Wogezy.
Według danych na rok 1990 gminę zamieszkiwały 163 osoby, a gęstość zaludnienia wynosiła 35 osób/km² (wśród 2335 gmin Lotaryngii Rehaupal plasuje się na 882. miejscu pod względem liczby ludności, natomiast pod względem powierzchni na miejscu 1041.).